# Saillat-sur-Vienne
Saillat-sur-Vienne é uma comuna francesa na região administrativa da Nova Aquitânia, no departamento de Alto Vienne. Estende-se por uma área de 6,29 km². Em 2010 a comuna tinha 837 habitantes (densidade: 133,1 hab./km²).